# Plebejus gertschi
Plebejus gertschi är en fjärilsart som beskrevs av Dos Passos 1938. Plebejus gertschi ingår i släktet Plebejus och familjen juvelvingar. Inga underarter finns listade i Catalogue of Life.